# Bodemtemperatuur
De bodemtemperatuur of grondtemperatuur is een bodemkundige term. De bodemtemperatuur is de temperatuur die wordt gemeten op een zekere diepte beneden het aardoppervlak. 
Het KNMI stelt vijf meetdieptes voor, namelijk 5, 10, 20, 50 en 100 cm beneden het aardoppervlak.
De bodemtemperatuur heeft grote invloed op de groei en ontwikkeling van de wortels van planten en dus ook gewassen. 

## Gebruik
De bodemtemperatuur is van groot belang voor agrariërs. Zo wordt in sommige gevallen de grond kunstmatig verwarmd, om zo de gewenste temperatuur te verkrijgen. Dit wordt bijvoorbeeld gedaan ten behoeve van de teelt van komkommers. 
Ook voor sportverenigingen is bodemtemperatuur van belang. Wedstrijden op gras kunnen niet doorgaan als het aan de grond vriest, in verband met vorst in de grond, waardoor de grond te hard wordt.
10cm-temperatuur · bodemtemperatuur · hittegolf · ijsdag · koudegetal · koudegolf · luchttemperatuur · temperatuursom · tropennacht · tropische dag · vorst aan de grond · vorstdag · vorstperiode · warme dag · warmtegetal · zachte dag · zomerse dag 

Vorst: lichte vorst · matige vorst · strenge vorst · zeer strenge vorst